# Médina
Pour les articles homonymes, voir Médina (homonymie).
Une médina (en arabe : المدينة العتيقة, « la ville ancienne », donc « la vieille ville ») désigne la partie ancienne d'une ville par opposition aux quartiers modernes de type européen. Ce terme est surtout employé dans les pays du Maghreb et dans une moindre mesure au Machrek, en Espagne, en Afrique de l'Ouest, en Afrique de l'Est et dans la Méditerranée, notamment à Malte. En raison de leur patrimoine et des savoir-faire qu'elles abritent, un certain nombre de médinas sont inscrites au patrimoine mondial par l'UNESCO, notamment en Afrique du Nord. 

## Terminologie
Le substantif féminin, médina est emprunté à l'arabe, مدينة / madīna (« ville »,,).
Attesté dès le XVIIIe siècle, notamment par le Dictionnaire de Trévoux, le nom propre Médina a été employé pour désigner certaines villes d'Espagne telles que Medina del Campo, Medina de Pomar, Medina de Rioseco et Medina-Sidonia. Notons que ce terme est également un toponyme de Malte, celui de la ville de L-Imdina ou Mdina.
Par ailleurs, on notera d'une part que la deuxième ville sainte de l'islam s'appelle Médine, c'est-à-dire « Ville [du Prophète] » et d'autre part que le phénomène n'est pas limité à l'arabe : en français, le terme villette, qui signifie « petite ville », est aussi un toponyme courant, aux côtés de Villeneuve, Neuveville ou encore, en allemand Neustadt.
Attesté vers 1897, le nom commun médina est aujourd'hui employé pour désigner, dans une ville d'Afrique du Nord, la vieille ville.

## De la «ville» à la «ville traditionnelle»
Initialement, le mot arabe médina ne désigne rien d'autre que « la ville ». Avec la colonisation européenne et la création de « villes nouvelles » qui sont venues se juxtaposer aux anciennes médinas, la signification du terme s'est restreinte à la notion de « ville historique », « ville traditionnelle » ou même « ville indigène ».
Une médina se caractérise par ses échanges avec les zones rurales environnantes qui la nourrissent et par les activités marchandes qui la soutiennent, malgré les remparts qui la ferment et la protègent de la menace des envahisseurs. Une grande partie d'une médina est occupée par les souks.
Les médinas se caractérisent par une grande mixité d'activités humaines. Elles forment un espace où se juxtaposent les fonctions résidentielle, économique, sociale et culturelle.
Aujourd'hui, la mondialisation et/ou le développement des pays anciennement colonisés remettent en question les modes de production traditionnels des biens et des services et, en conséquence, le tissu traditionnel des médinas. Les médinas se définissent dès lors par rapport à et dans une relation socioéconomique avec les villes modernes qui ont grandi à leur côté. La prise de conscience de la nécessité de les sauvegarder est récente. Ainsi, la médina de Tunis est classée au patrimoine mondial de l'Unesco en 1979. En effet, les médinas peuvent jouer un rôle très important dans la revitalisation des arts et des traditions qui ont modelé un artisanat de grande qualité, en cours de disparition ou uniquement tourné vers le tourisme.

## Un modèle «médinal»?
L’urbanisme « médinal », inventé au Moyen Âge[réf. souhaitée], est souvent considéré comme portant en lui les concepts les plus actuels en matière d’environnement (architecture bio-climatique, ville piétonne, densité élevée, compacité, faible impact environnemental, etc.), à l'instar des villes médiévales d'Europe ou d'Asie.
Comme le dit l'architecte et urbaniste Marc Gossé, « les grands principes du développement durable y sont présents – bien avant l’adoption de ce concept à Rio – à savoir : un écosystème subtil et abouti entre nature et urbanisation, une capacité d’adaptation étonnante de la morphologie et des typologies architecturales, une économie d’énergie par la limitation de la mobilité polluante des automobiles et la densité du bâti, un processus participatif et une gestion conviviale des espaces urbains, des systèmes de solidarité et une pratique de l’égalité de statut entre personnes et représentations symboliques spatiales, qui tous ne demandent qu’à être encouragés, réactivés ou réinterprétés, contre un modèle urbain « générique » porté par l’« ultralibéralisme » moderniste mondialisé, qui génère la destruction de l’environnement, du lien social et de la diversité culturelle ».

## Liste des médinas

### Algérie
En Algérie, la médina est le centre historique des villes anciennes, elle n’occupe que 1/5 ou 1/10 de la superficie de la ville, alors que la ville européenne représente le centre économique. Elles sont créées généralement pendant la grande période islamique, mais elles peuvent reprendre des éléments des cités romaines. Ces villes commandent des espaces intérieurs et sont entourées de vergers et de jardins qui sont devenus des espaces d'urbanisation. Mais d’autres villes portuaires ont un noyau ancien.
- Alger[10]
- Annaba
- Constantine[9]
- Oran
- Tlemcen[9]
- Béjaïa[10]
- Cherchell[10]
- Jijel[10]
- Dellys
- Nedroma[9]
- Blida[9]
- Mascara[9]
- Médéa[9]
- Mostaganem
- Mila[9]
- Miliana[9]
- Biskra[réf. nécessaire]
- El Goléa
- Tébessa[9]
- Ighil Ali[11]
- Timimoun[12]
- Ouargla [13]
- Ténès [14]
- Bou Saada [15]
- Béchar[16]
- Adrar
- Touggourt
- Laghouat
- Mazouna
- El Oued

Un important patrimoine médinal et oasien, la pentapole du Mzab, est classée au patrimoine mondial de l'humanité:
- Ghardaïa
- El Atteuf
- Bou-Noura
- Melika
- Beni Isguen

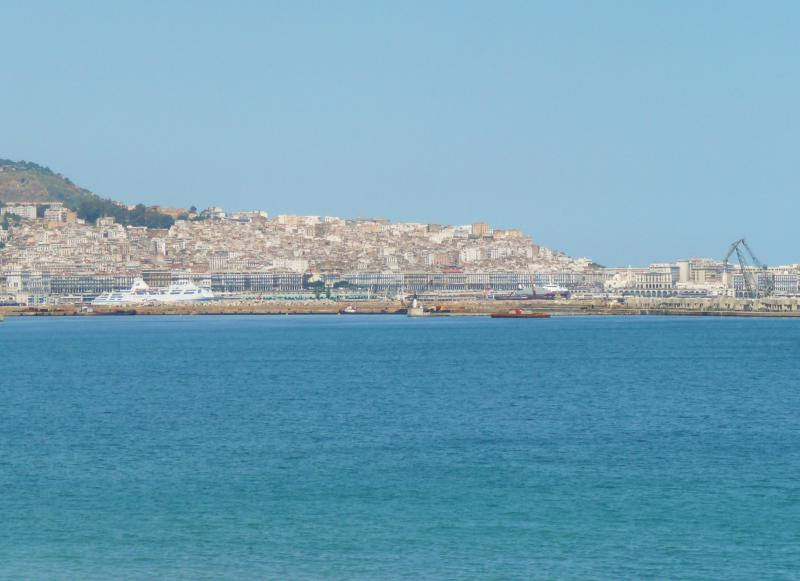
Casbah d'Alger vue depuis la mer
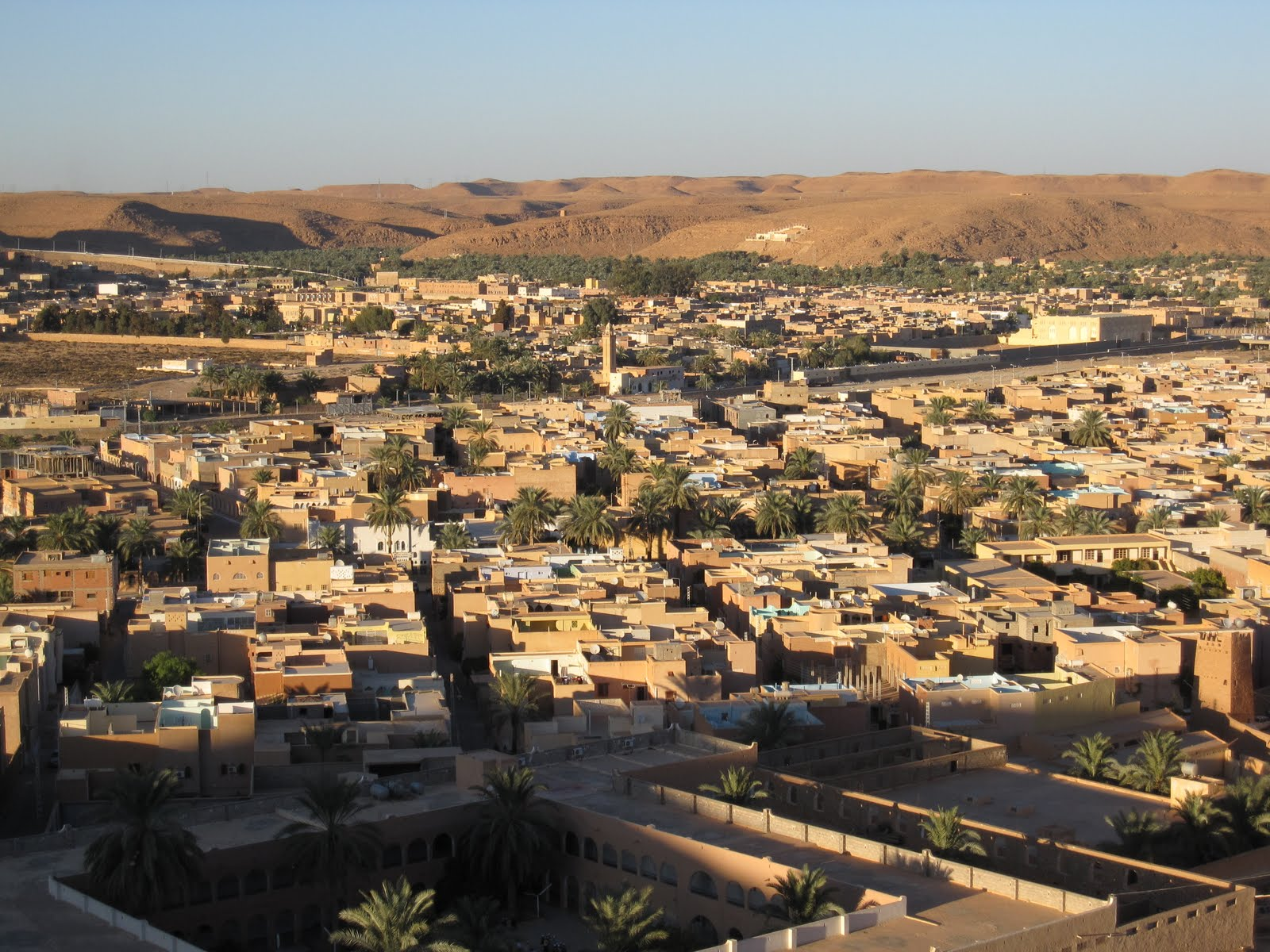
La ville de Ghardaïa
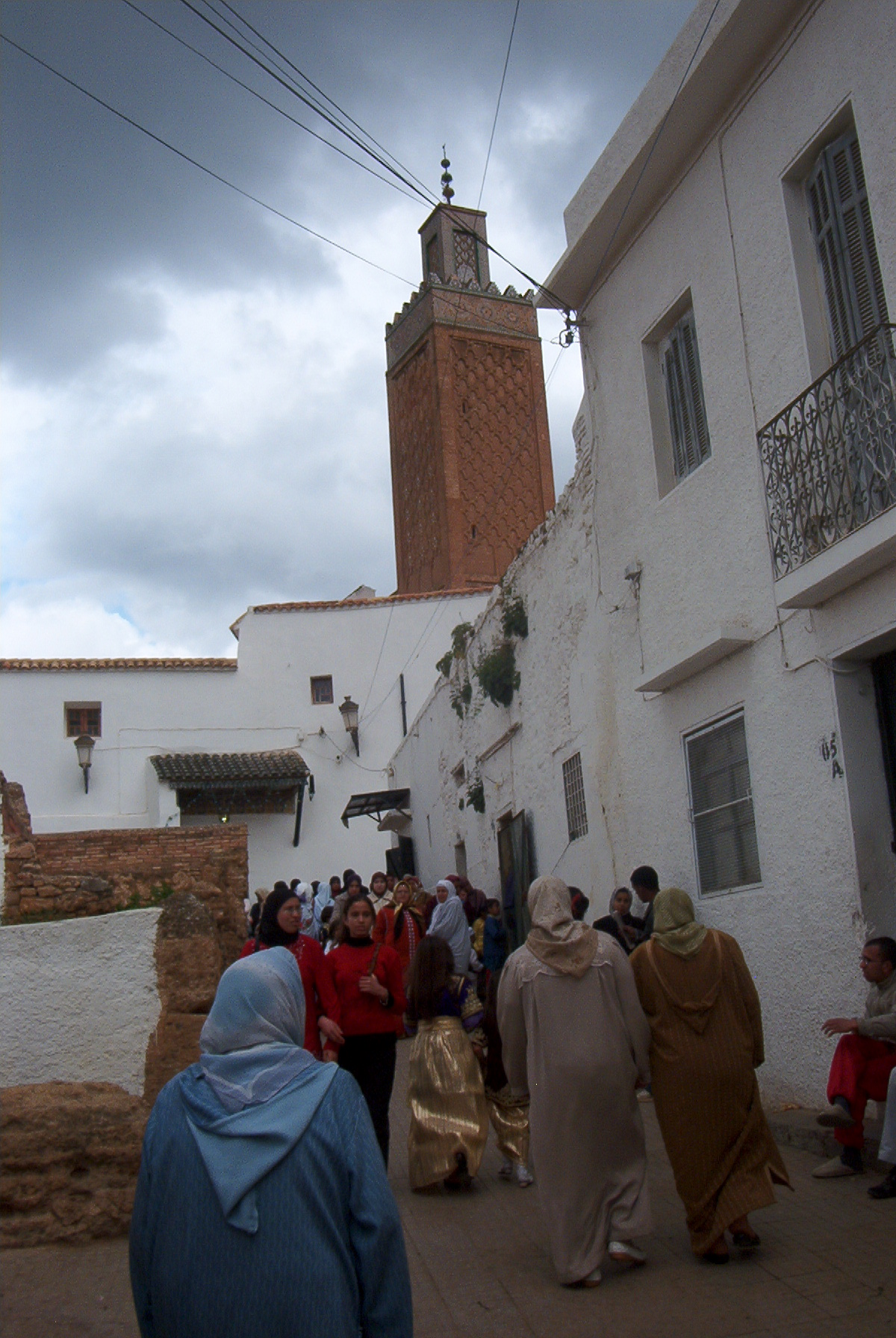
Vue sur le minaret de la mosquée Sidi Boumediene dans la médina de Tlemcen
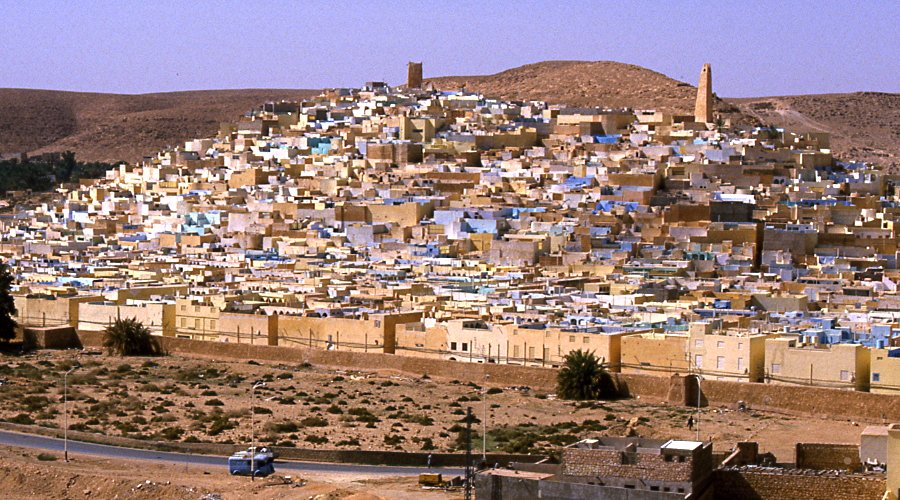
Médina de Beni Isguen
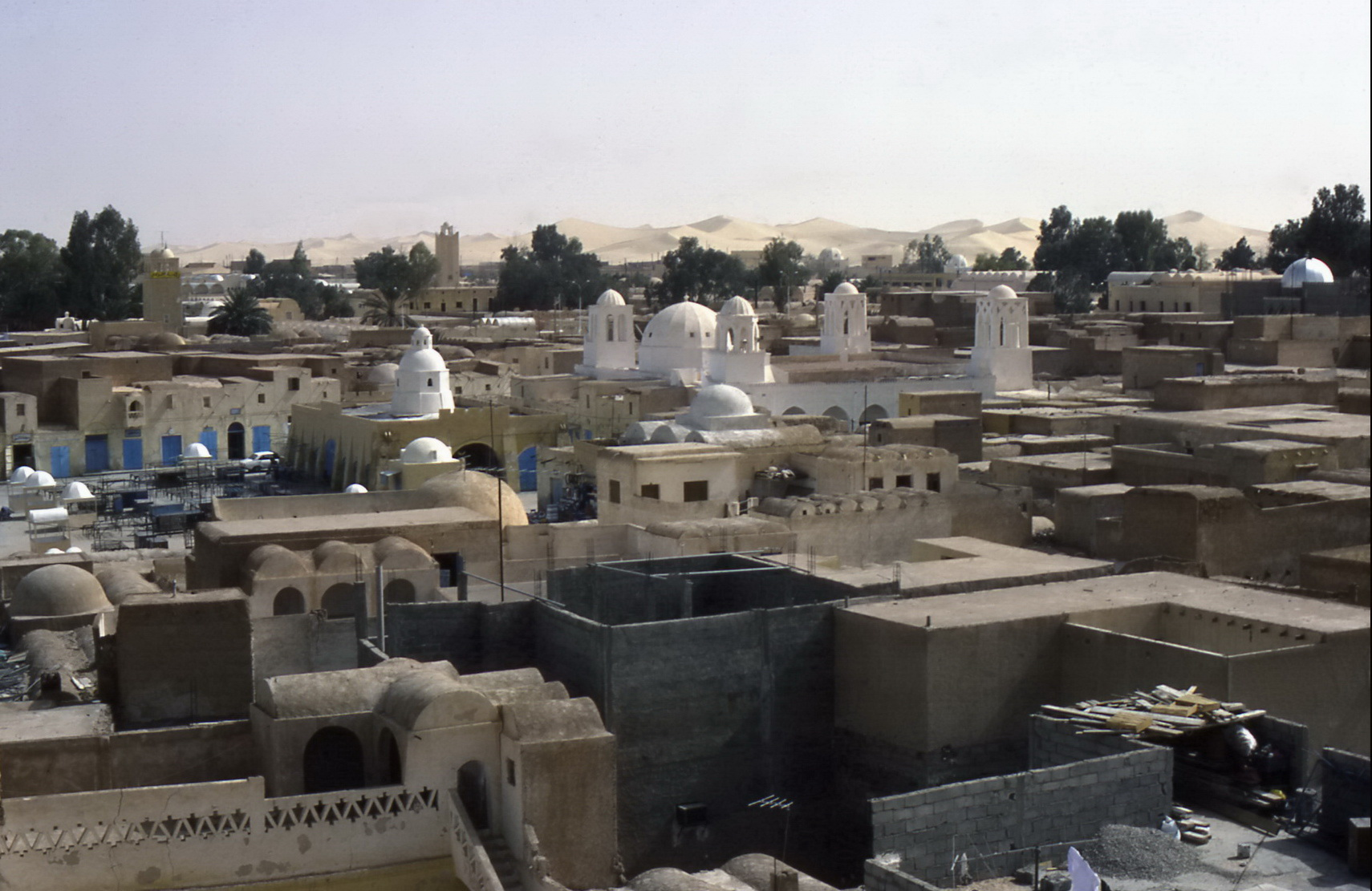
Médina de El-Oued
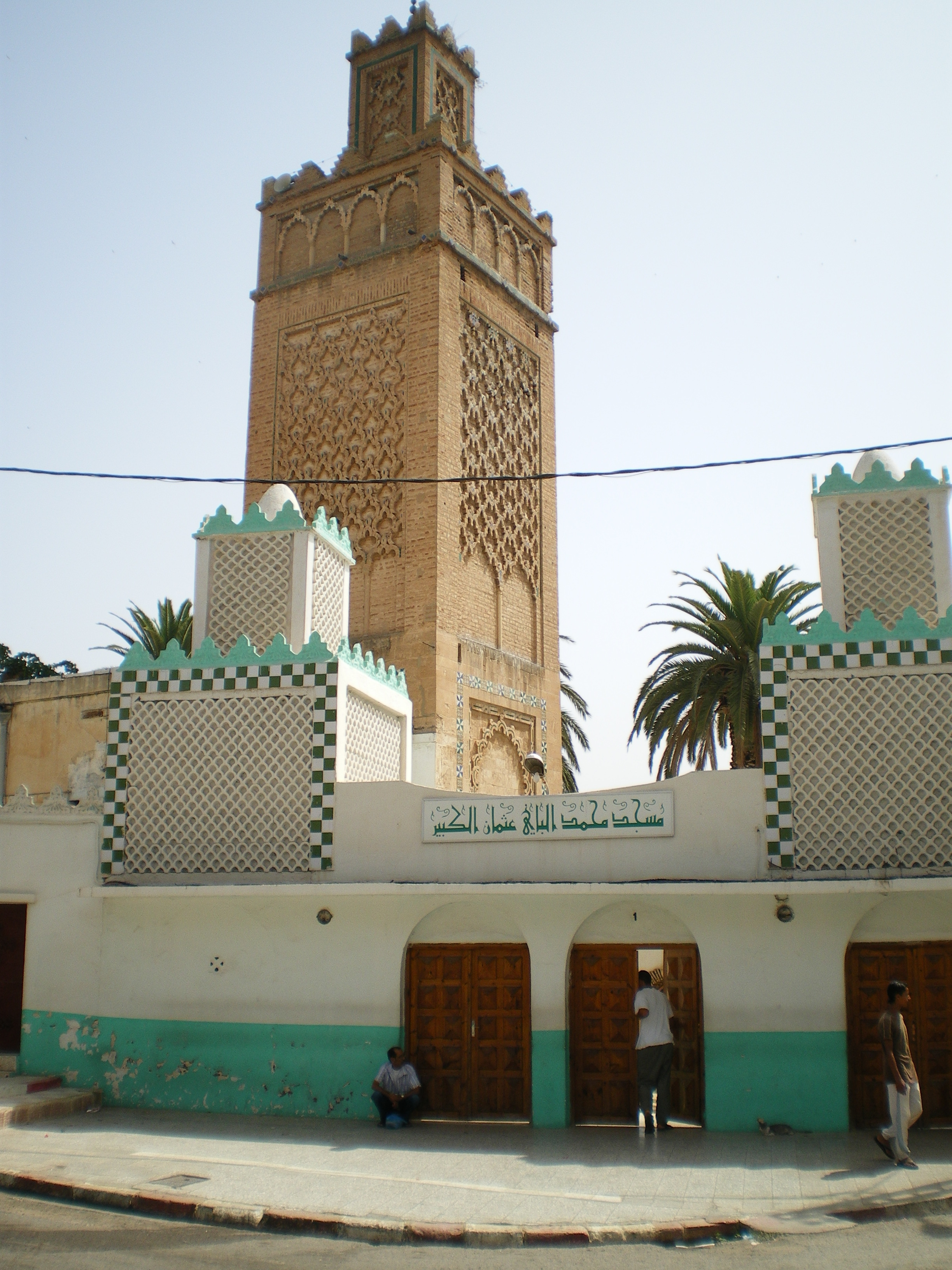
Mosquée du bey dans la médina d'Oran
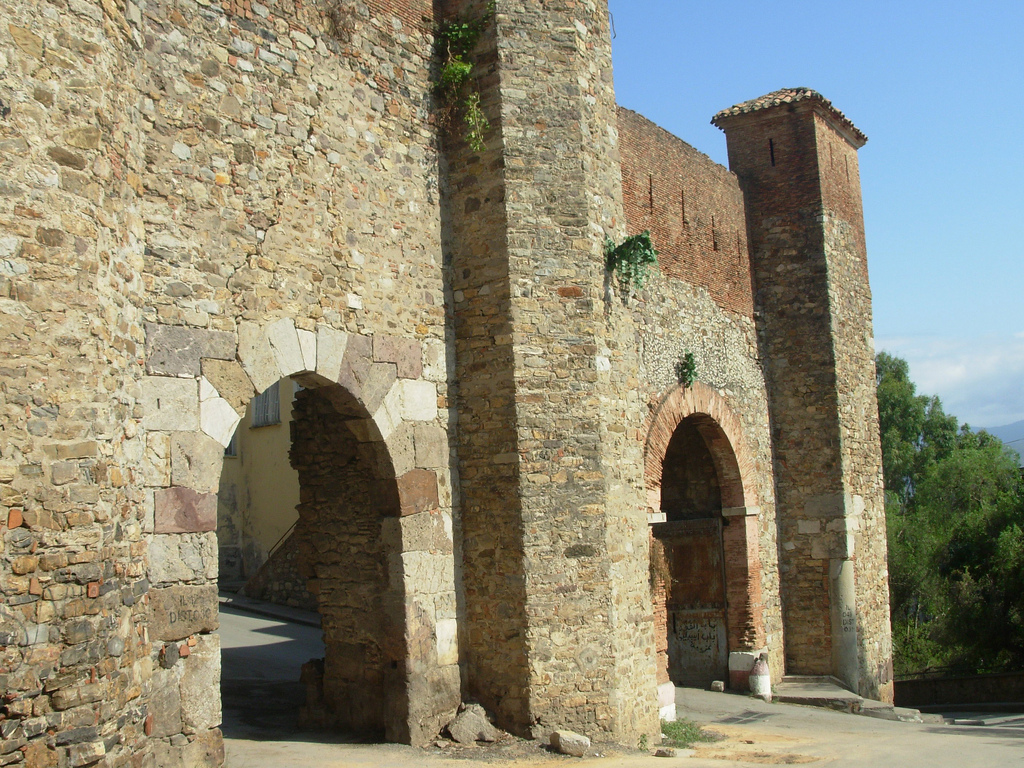
Bab Fouka l'entrée de la médina de Béjaïa
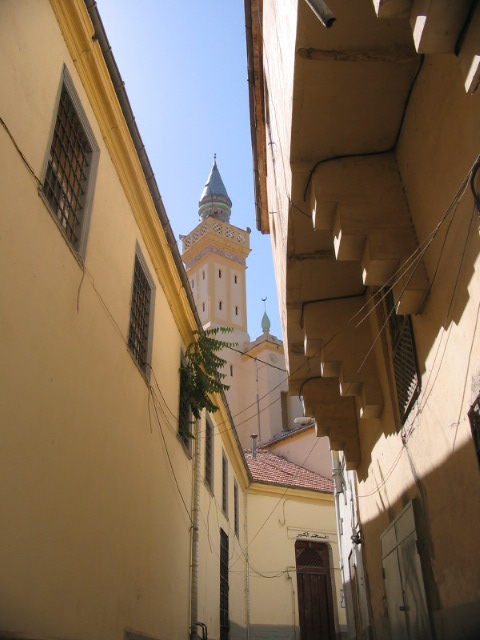
Ruelle de la médina de Constantine
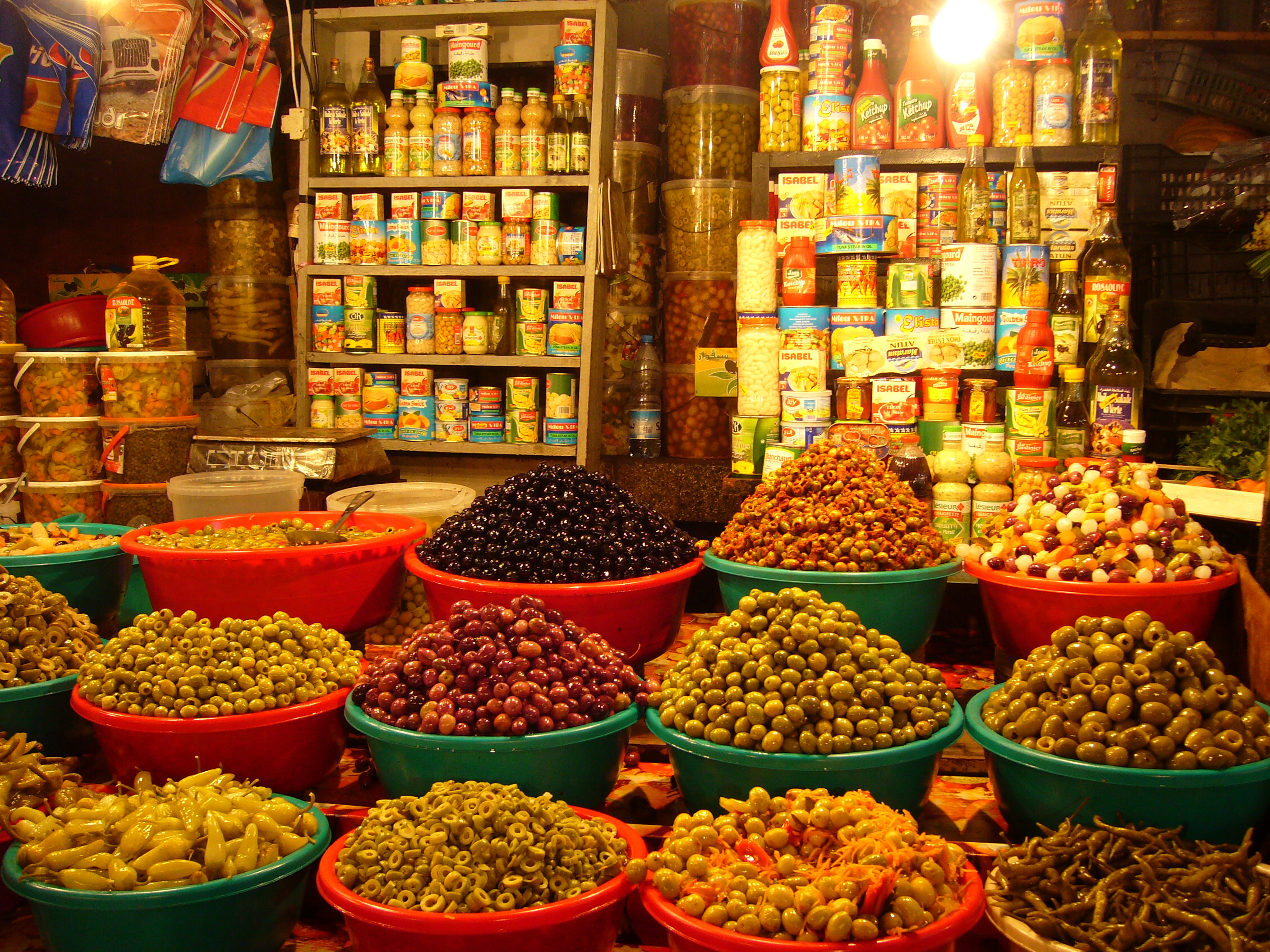
Marchand d'olives dans les ruelles de la médina d'Annaba
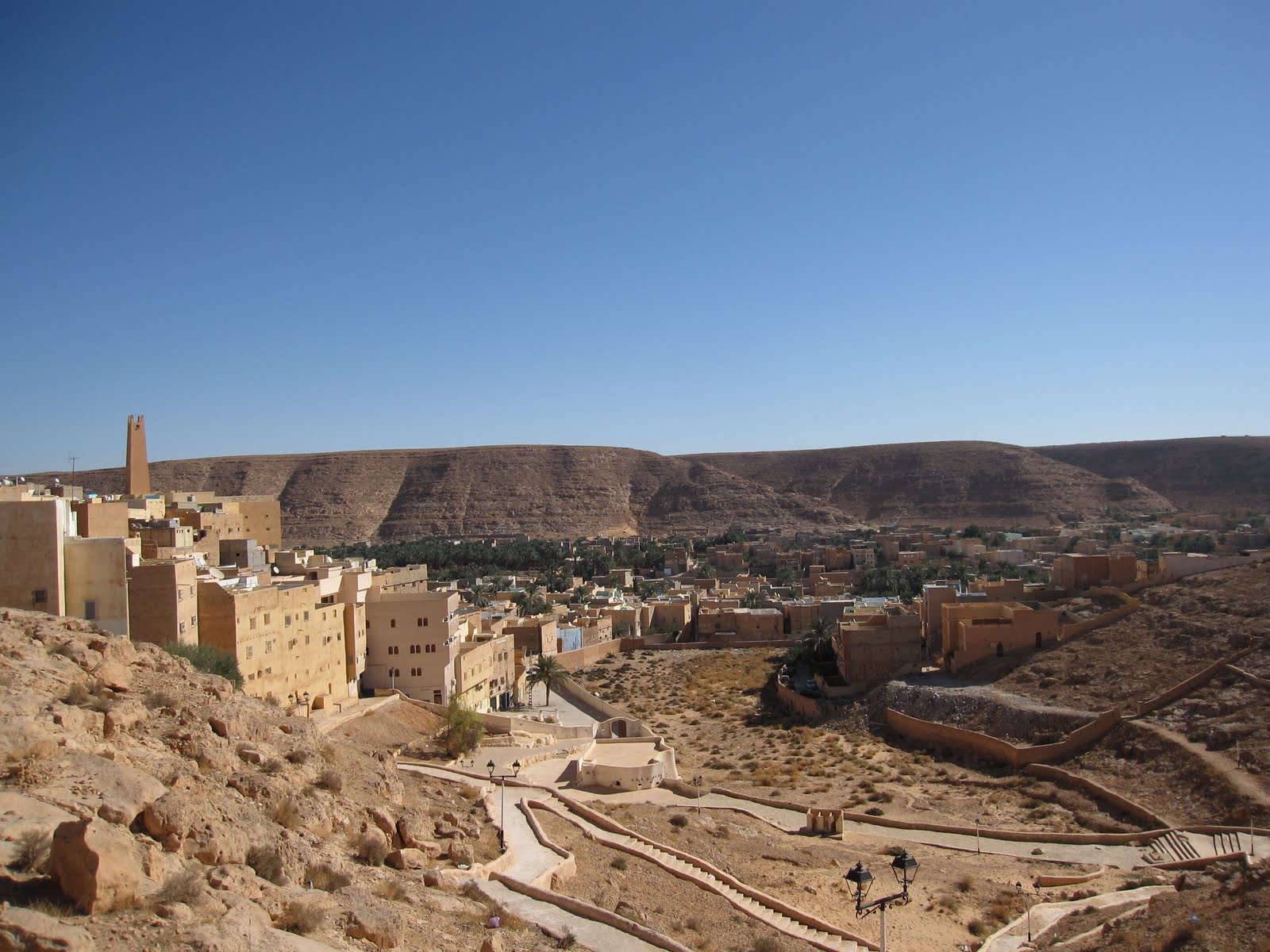
Médina de El Atteuf
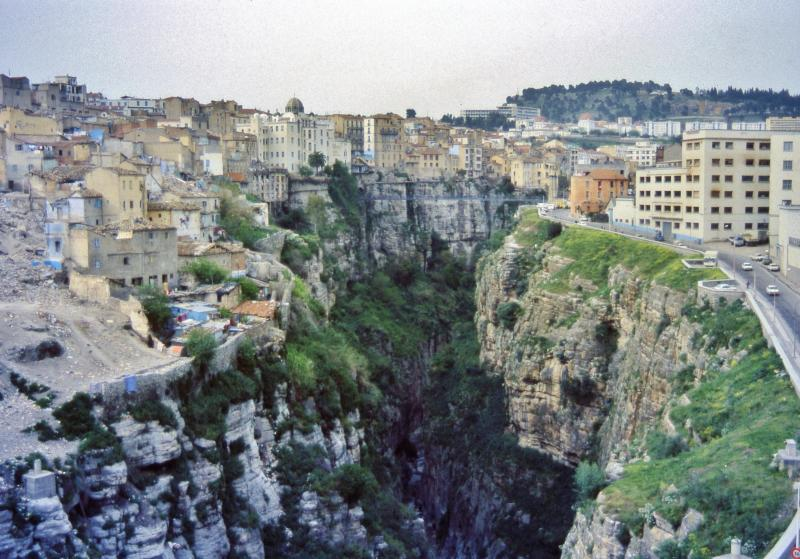
Gorges du Rhummel à Constantine, avec la médina sur la rive gauche.
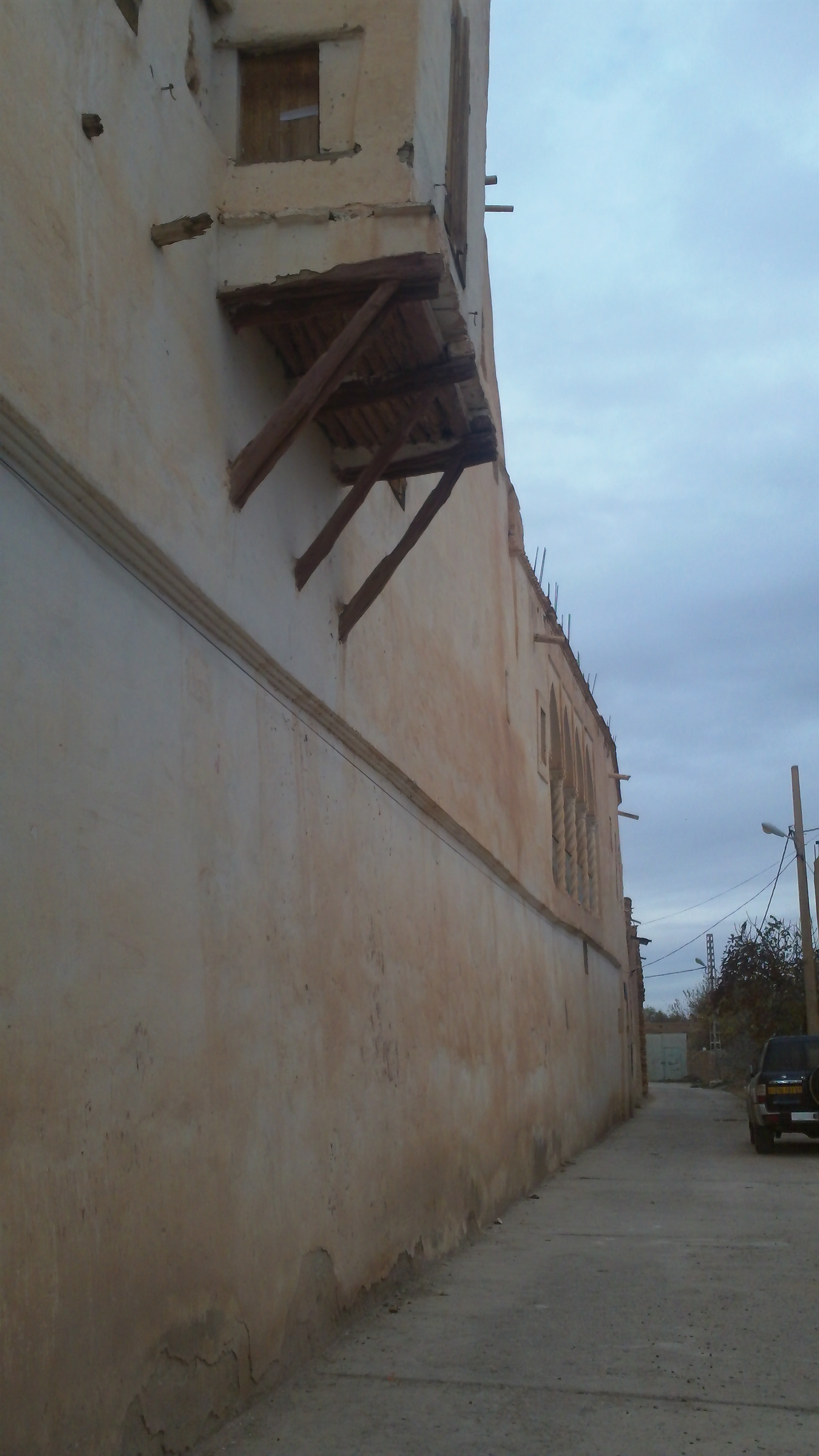
Ruelle de Laghouat

### Égypte
- Le Caire[réf. nécessaire]

### Espagne
- Cordoue : site archéologique de Madinat al-Zahra (employée pendant le califat de Cordoue)
- Grenade, on dénombre quatre médinas :
  - Medina Elvira[18], noyau urbain issu de la fondation phénicienne, en bas de la colline de l'Albayzín,
  - médina Garnata, cité primitive bâtie par les Zirides, sur l'Albayzín,
  - 2 médinas palatines dans l'enceinte de l'Alhambra et dans l'Alcazaba (colline de la Sabika)

### Maroc
Les 31 médinas recensées du Maroc (population en 2004) :
- Marrakech (182 241 habitants)[20]
- Casablanca (175 163)[21]
- Fès (156 059)[21]
- Meknès (47 069)
- Salé (34 372)
- Tétouan (28 271)[22]
- Taroudant (27 697)
- Rabat (26 423)
- Oujda (25 736)
- Tiznit (19 990)
- Essaouira (Mogador) (16 601)[23]
- Beni Mellal (16 205)
- Safi (14 671)
- Ouazzane (14 552)
- Tanger (14 127)
- Chefchaouen (12 343)
- Sefrou (10 512)
- Taza (9 194)
- Larache (7 904)
- Khénifra (7 533)
- Moulay Driss Zerhoun (7 430)
- Boujad (7 324)
- Figuig (5 143)
- Kasbat Tadla (4 826)
- Azemmour (4 500)
- Ksar El Kebir (4 199)
- Debdou (2 397)
- El Jadida (Mazagan) (2 263)[24]
- Bhalil (1 501)
- Asilah (1 443)
- Demnate (1 416)

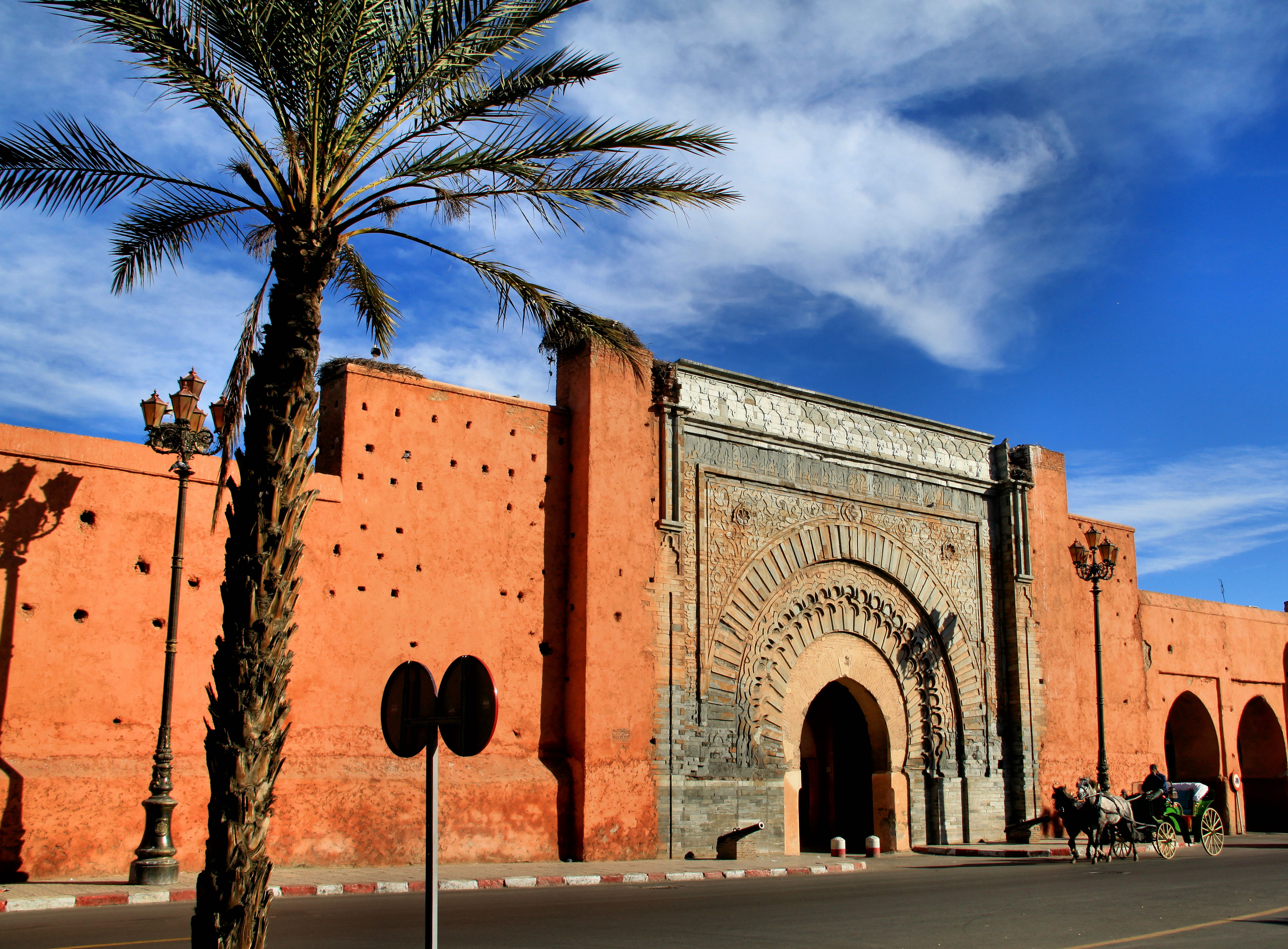
Médina de Marrakech
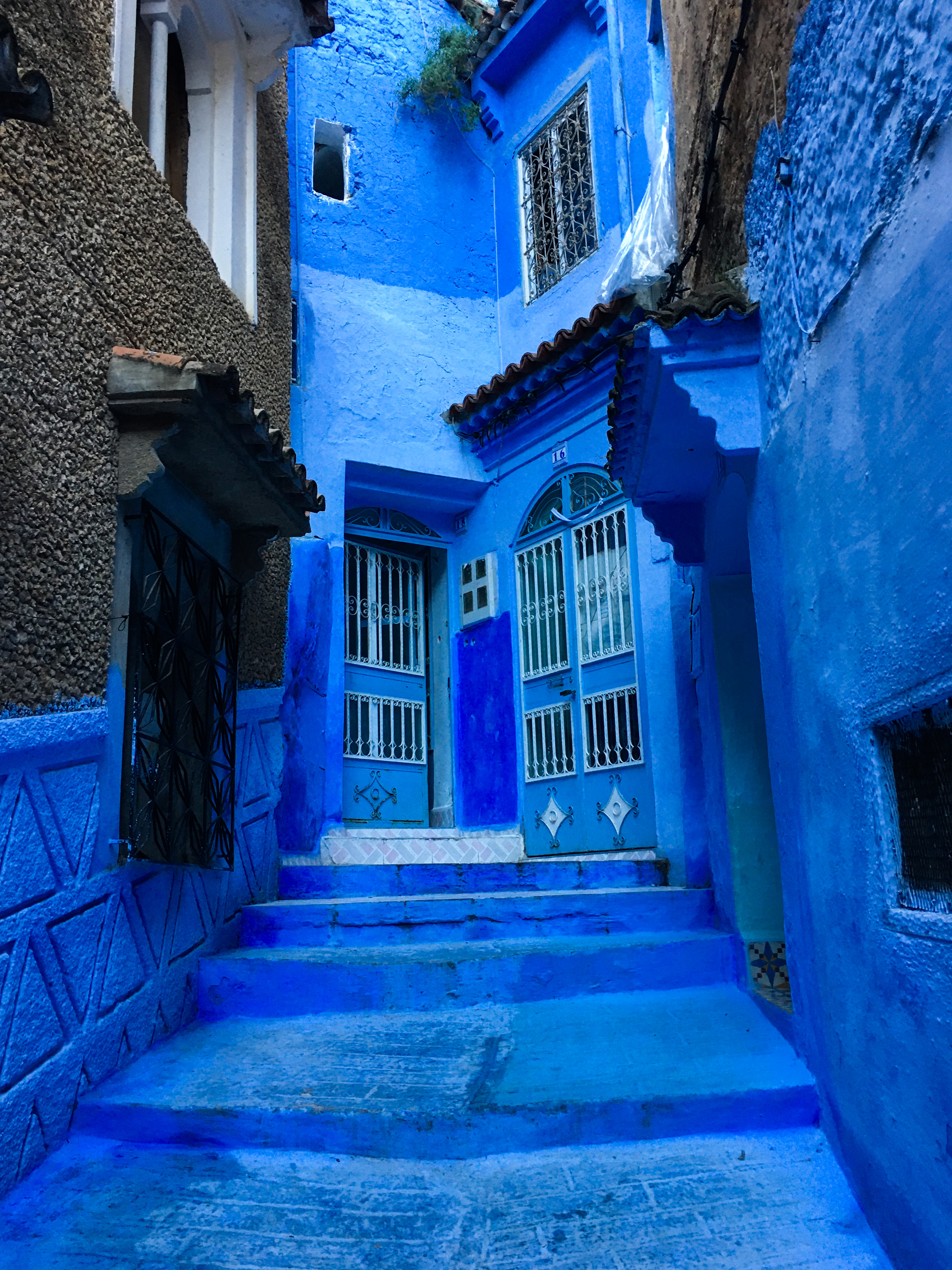
Ruelle de la médine bleue de Chefchaouen
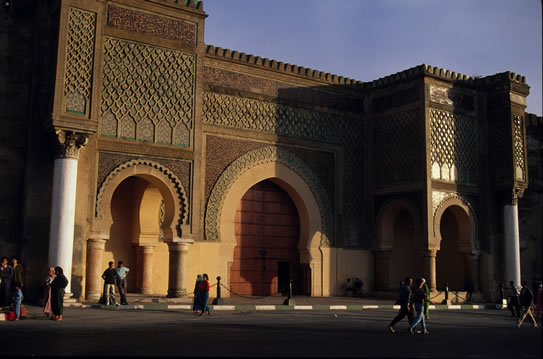
Bab el Mansour, une des portes d'entrées de la médina de Meknès
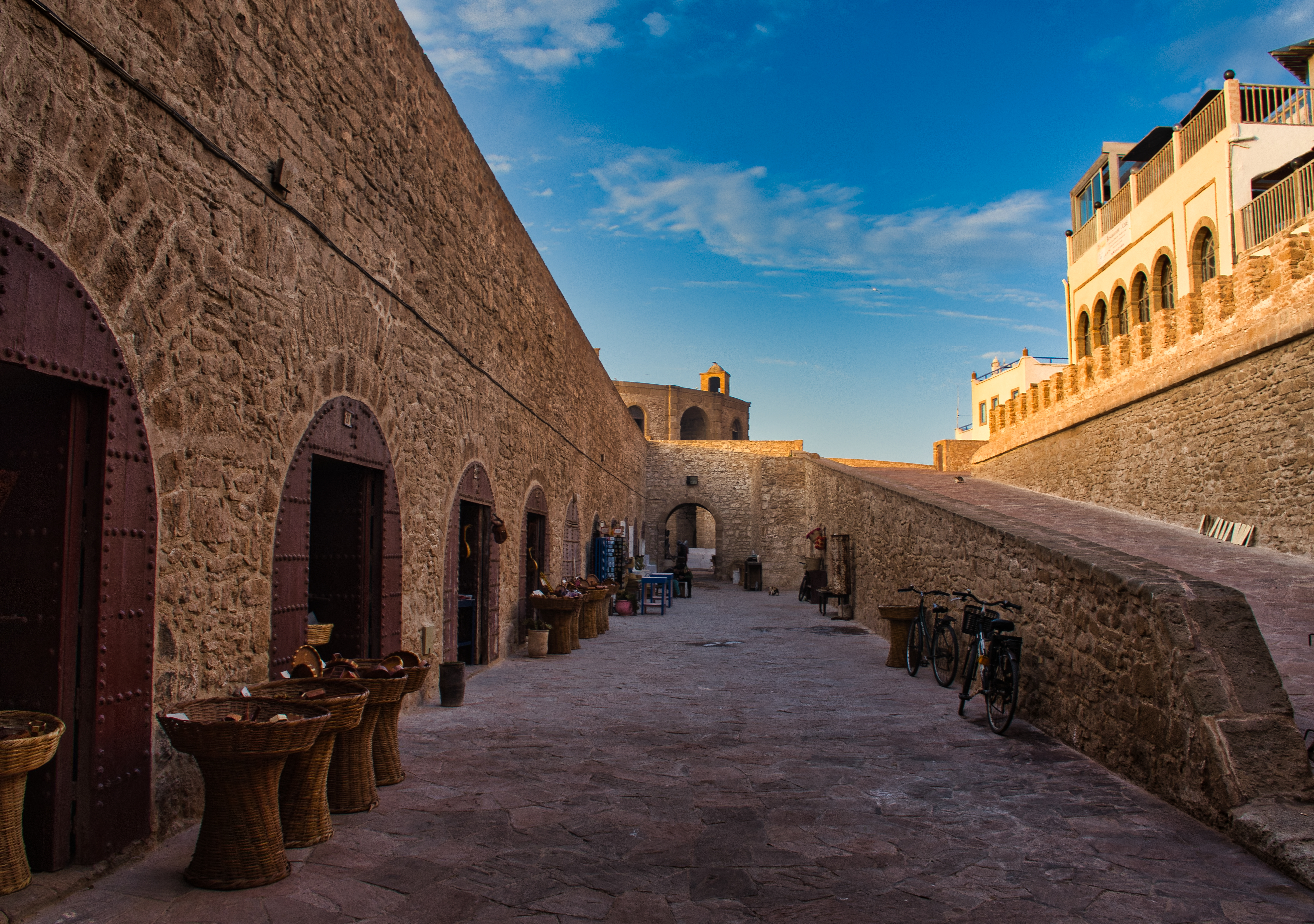
Muraille de la médina d'Essaouira
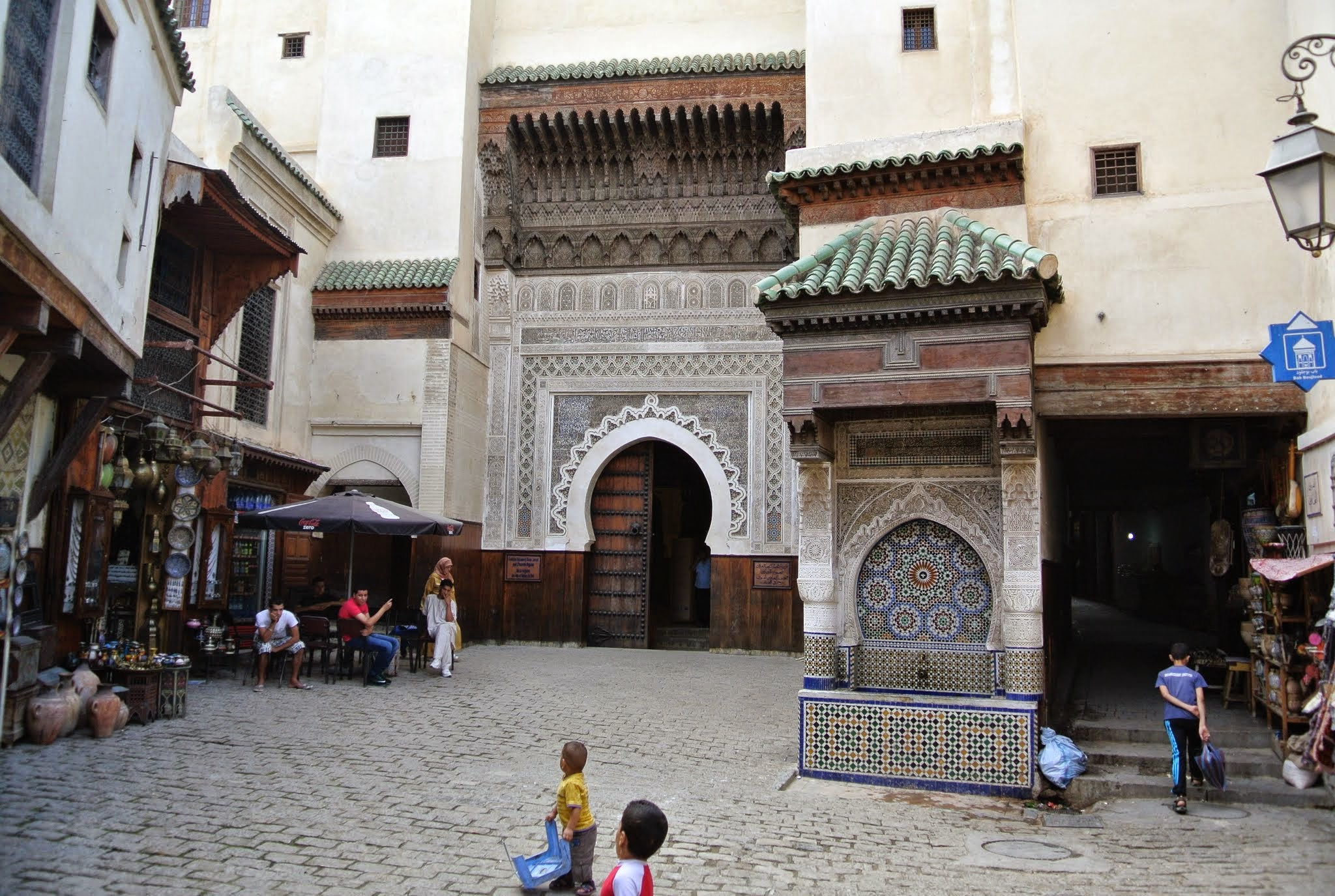
Fontaine et entrée du musée Nejjarine dans la médina de Fès
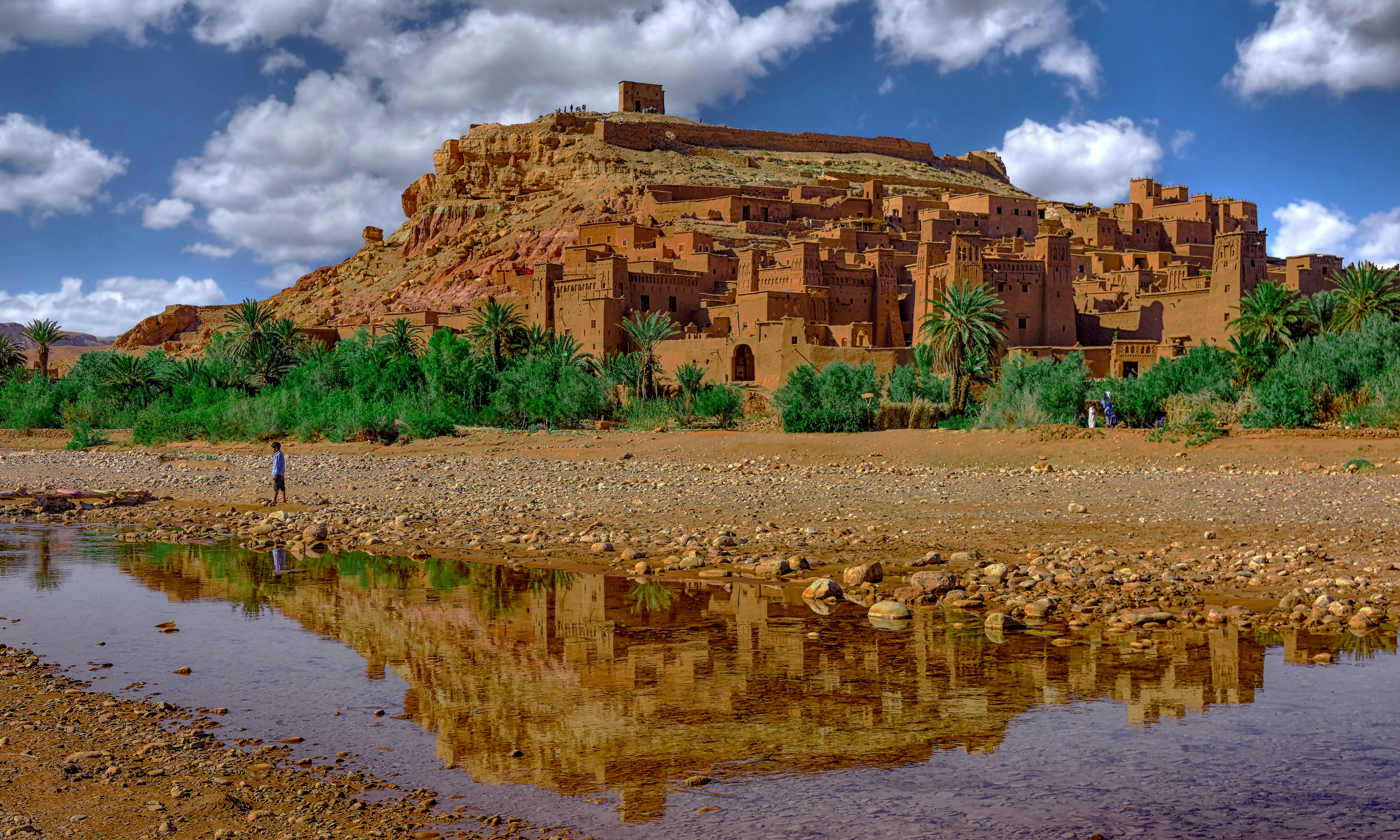
Aït Ben Haddou
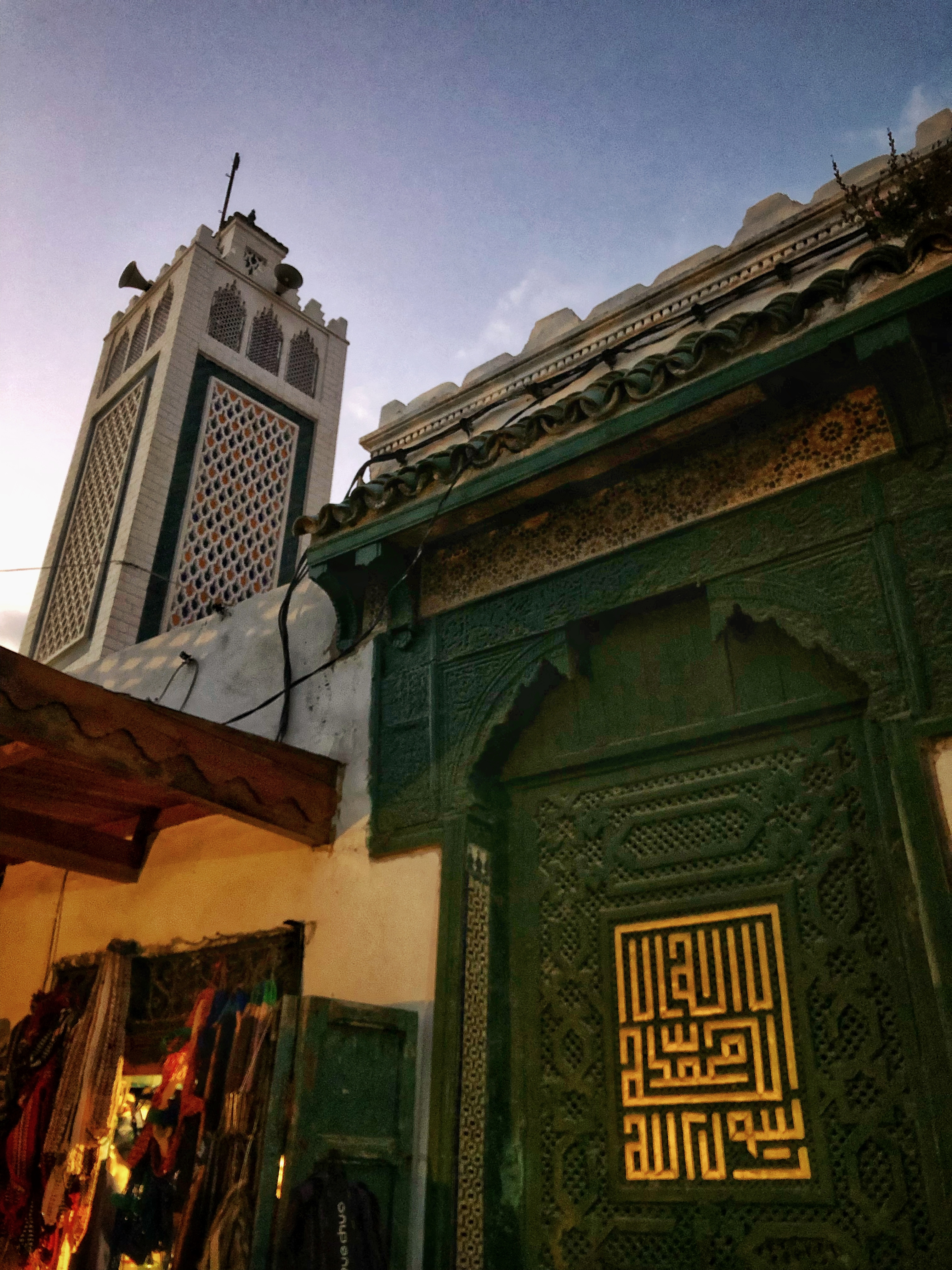
Mosquée dans la médina de Tétouan
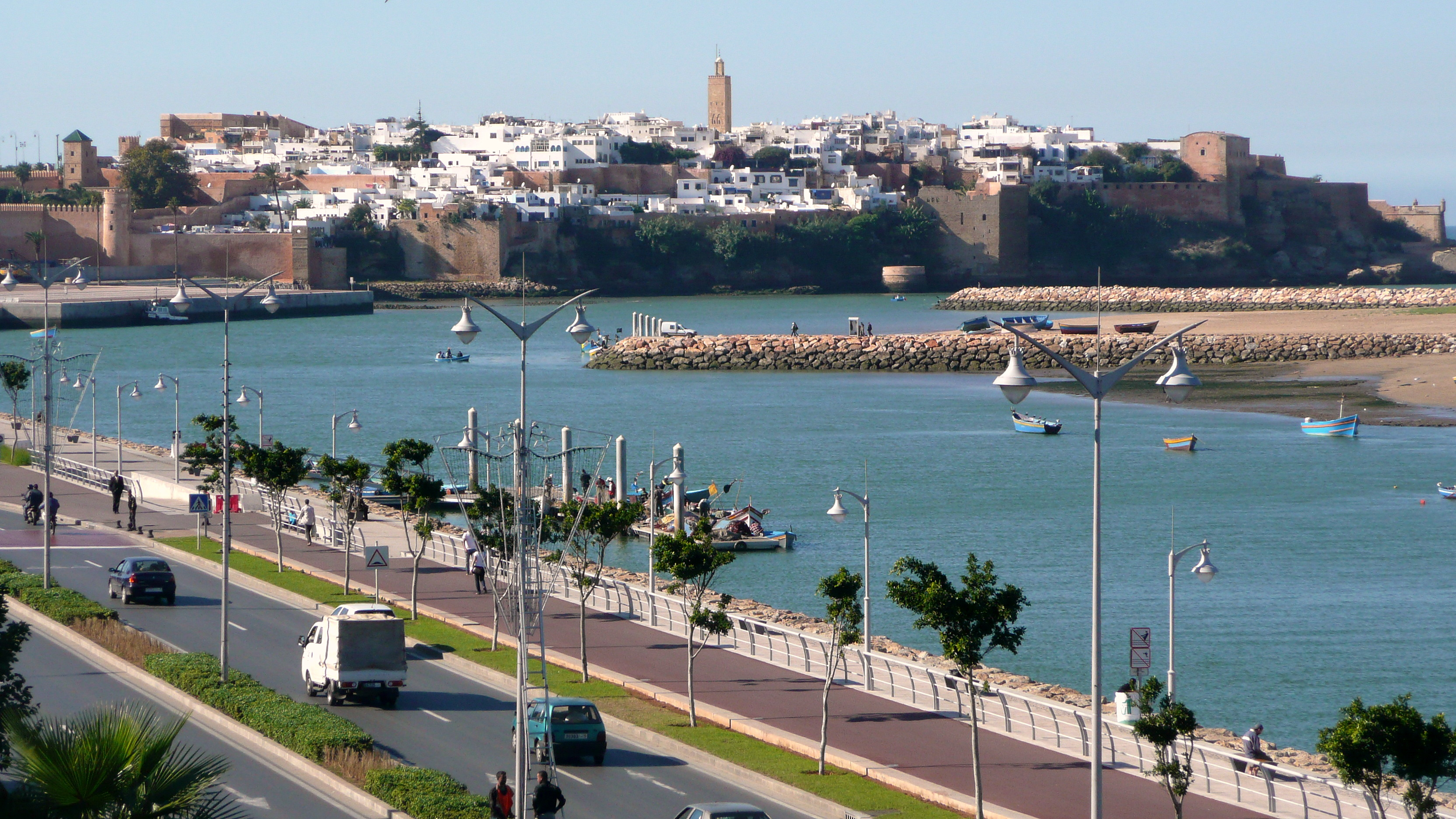
Vue sur la kasbah des oudayas, médina de Rabat
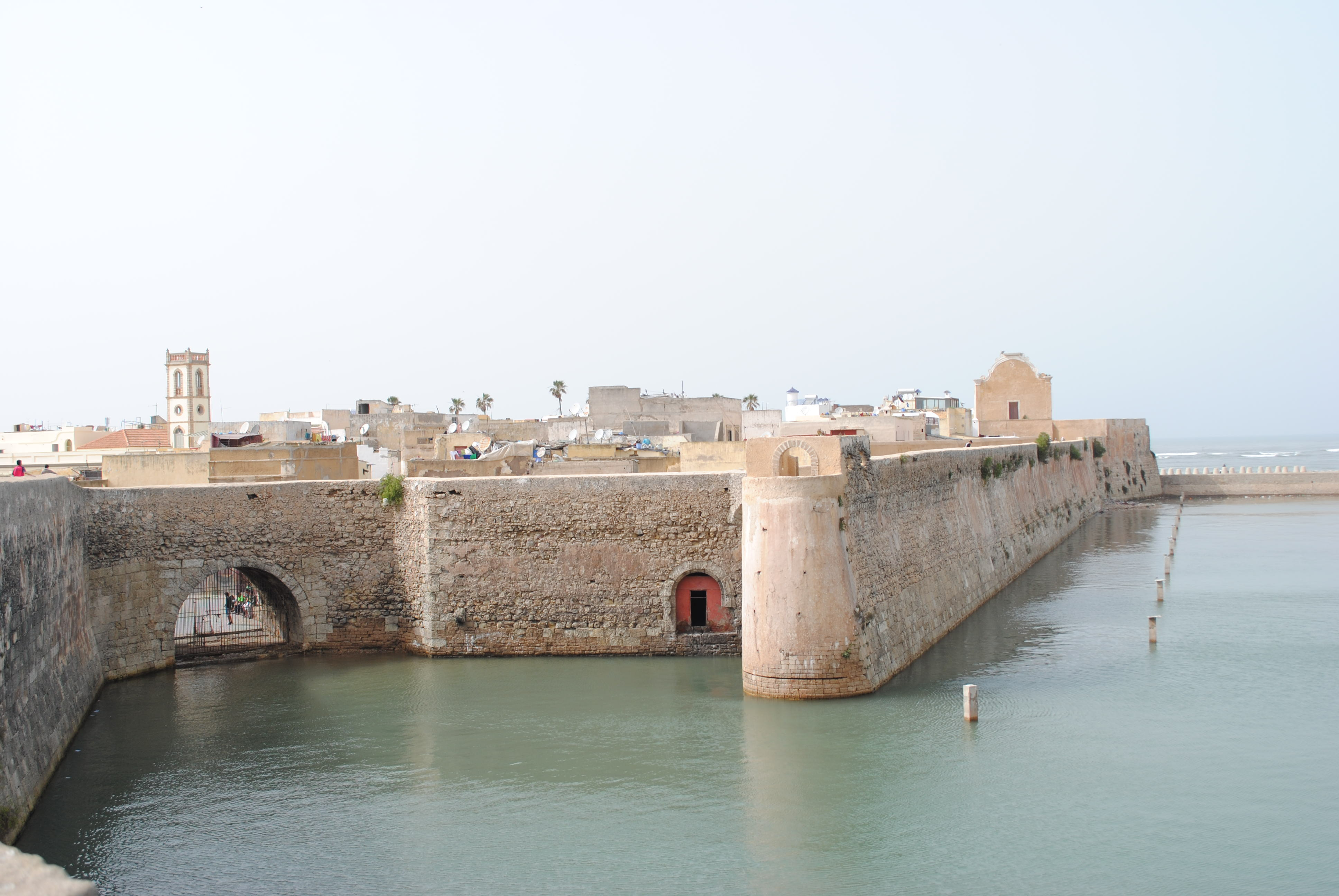
Remparts d'El Jadida

### Portugal
- Coimbra (en arabe : القلمريّة Al-Qulumriyya) : quartier Almedina
- Silves (en arabe : شلب Shelb) : vieux centre-ville arabe près du château Al Hamra
- Olhão (en arabe : Al-Hain) : vieux quartier historique

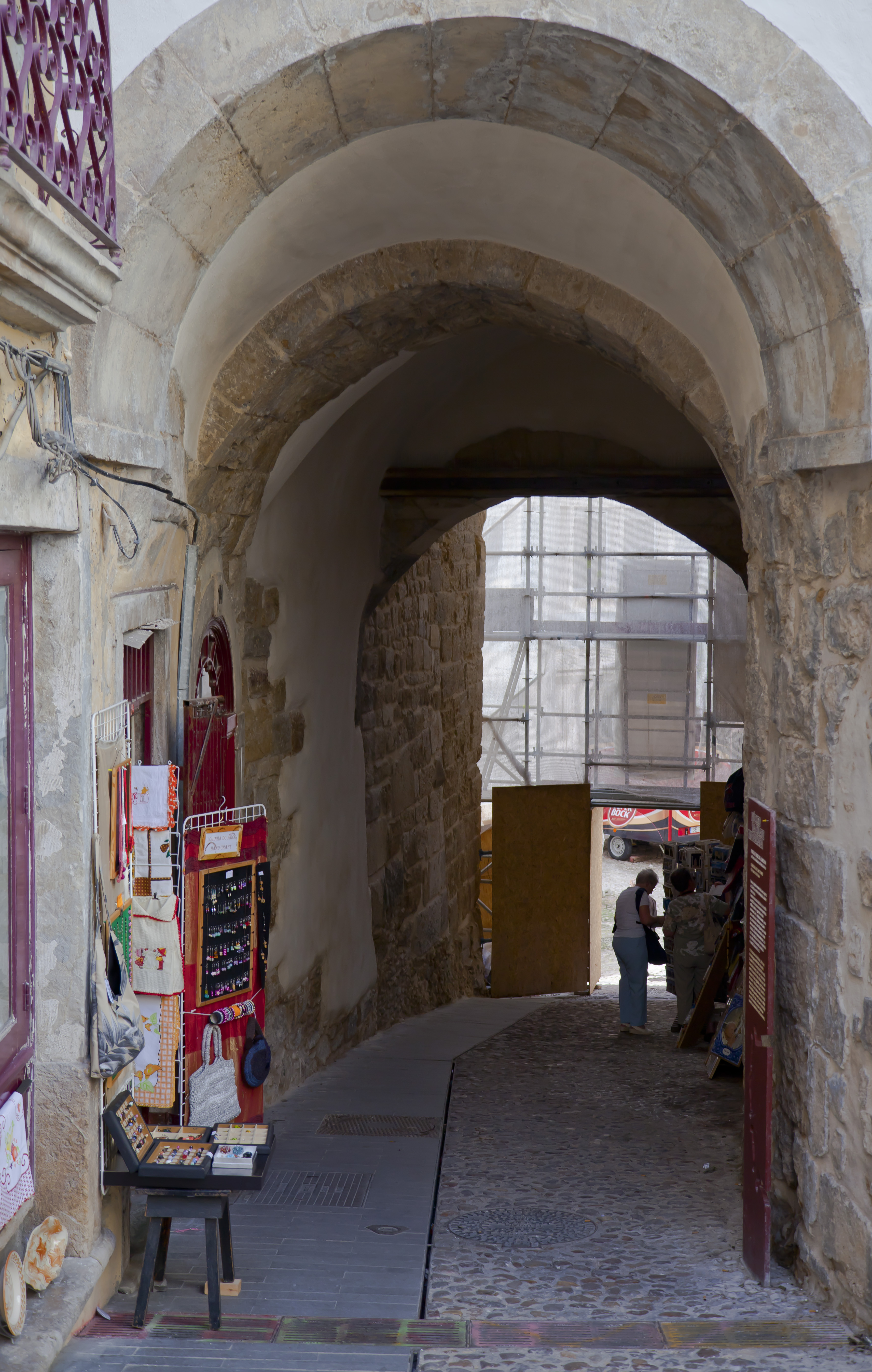
Arco de Almedina de Coimbra
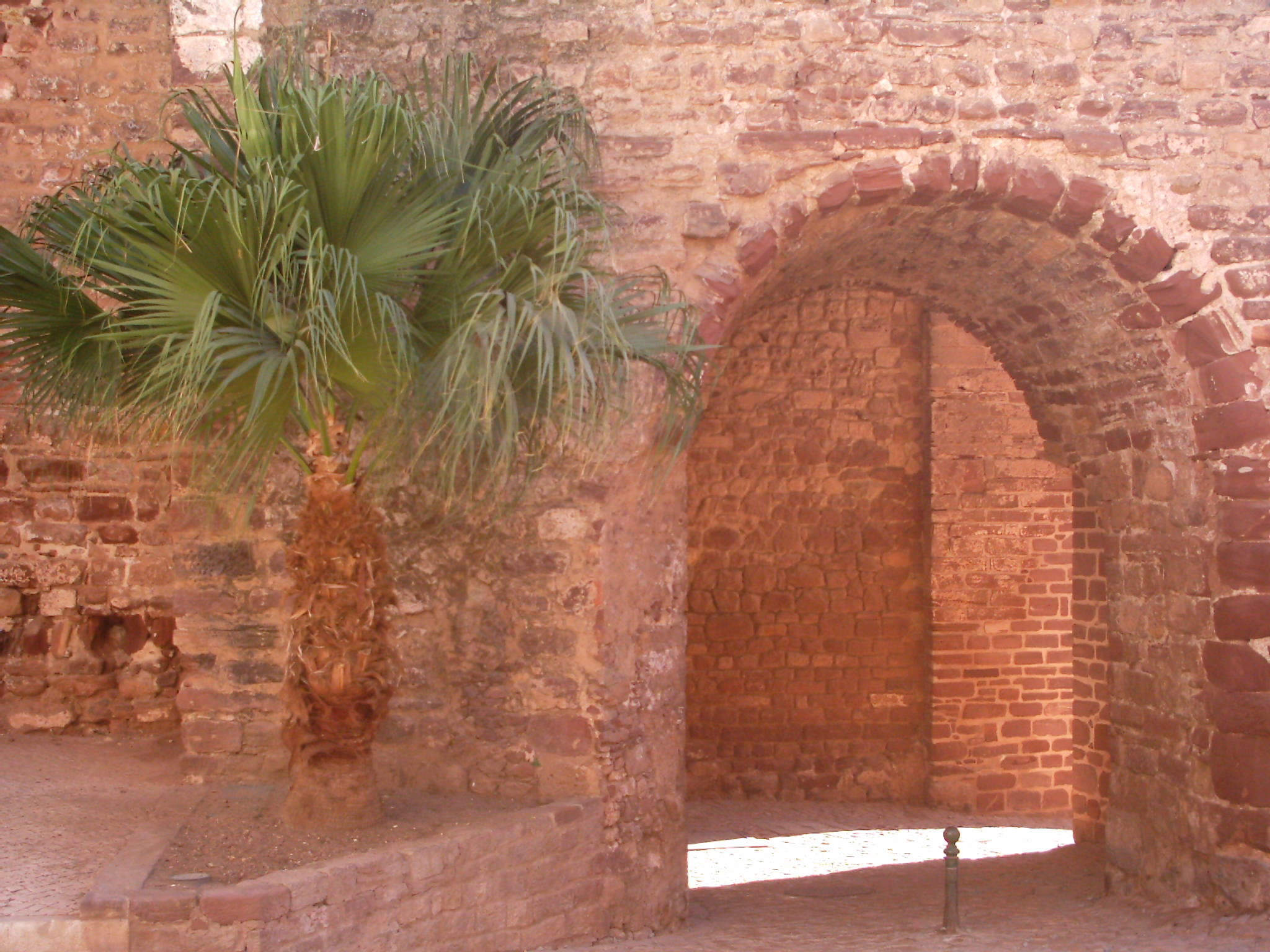
Passage du quartier Almedina de Silves
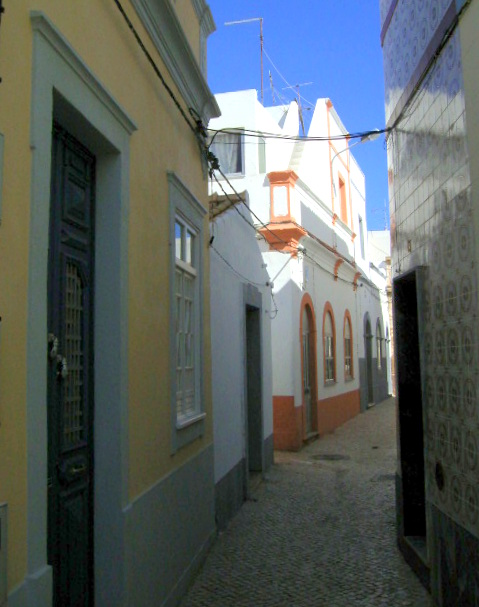
Vieux quartier de Olhão

### Tunisie

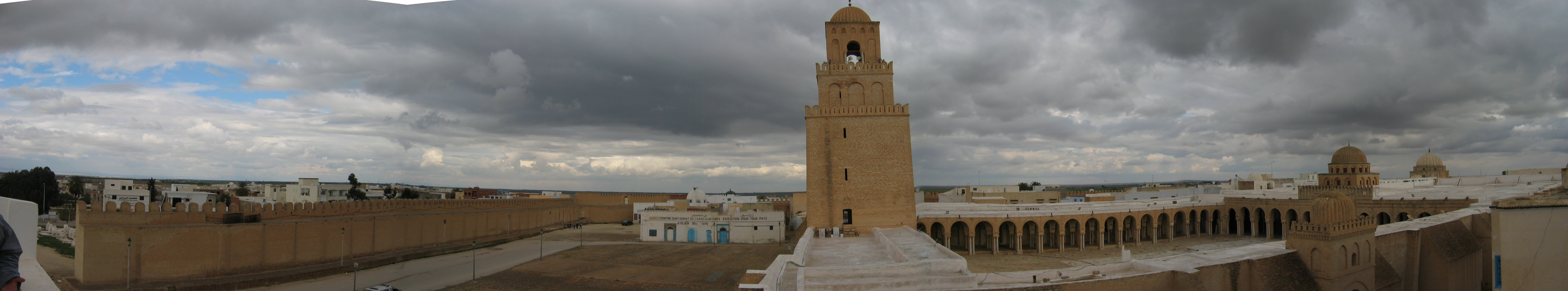
Panorama de la médina de Kairouan, depuis la droite : la grande mosquée de Kairouan, la place qui s'étend devant le minaret et les anciens remparts.

- Bizerte
- Grombalia
- Hammamet
- Houmt Souk
- Kairouan
- Le Kef
- Mahdia
- Moknine
- Monastir
- Nabeul
- Sousse[25]
- Sfax
- Tozeur
- Tunis[26]

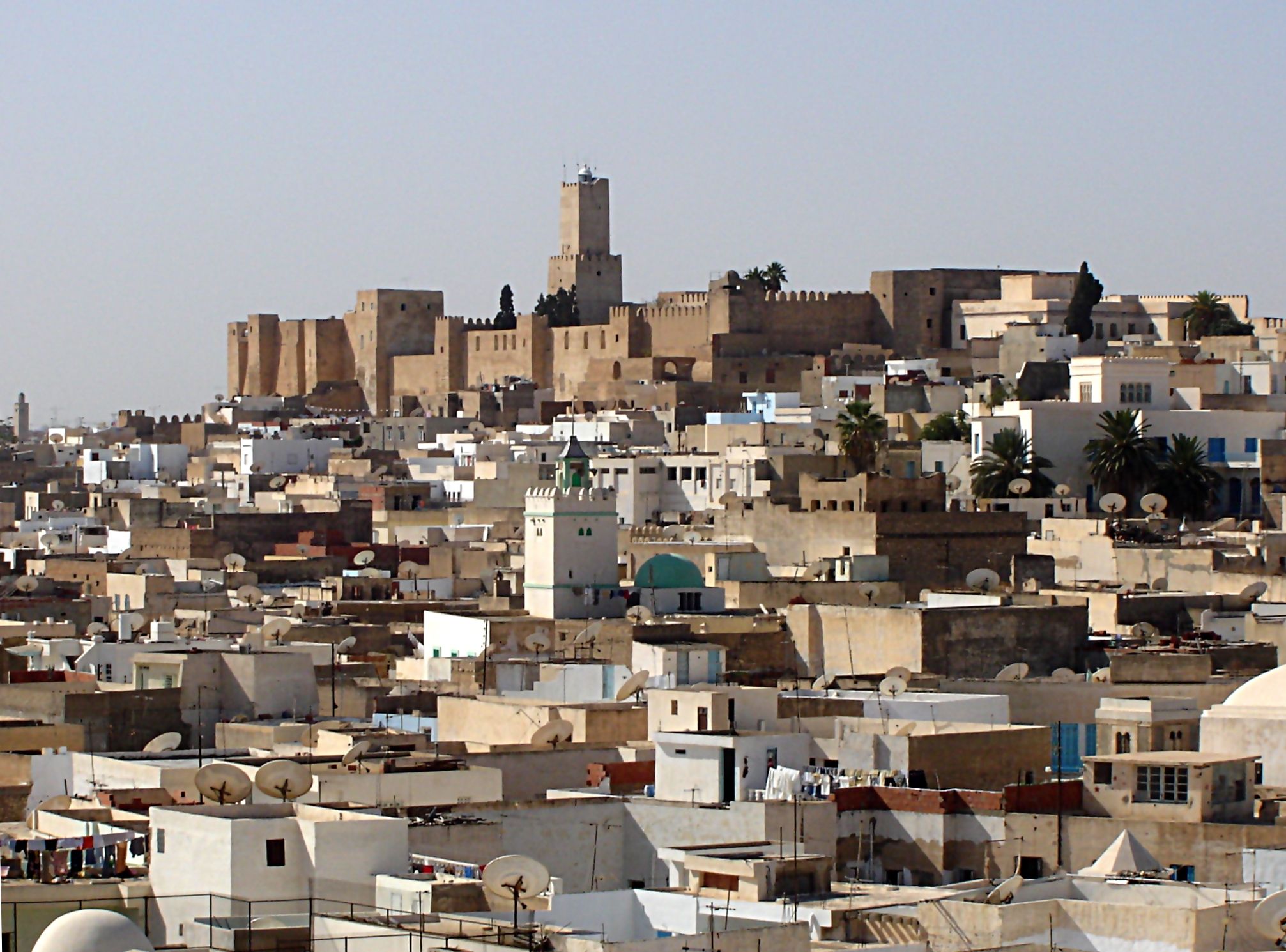
Médina de Sousse dominée par sa Casbah.
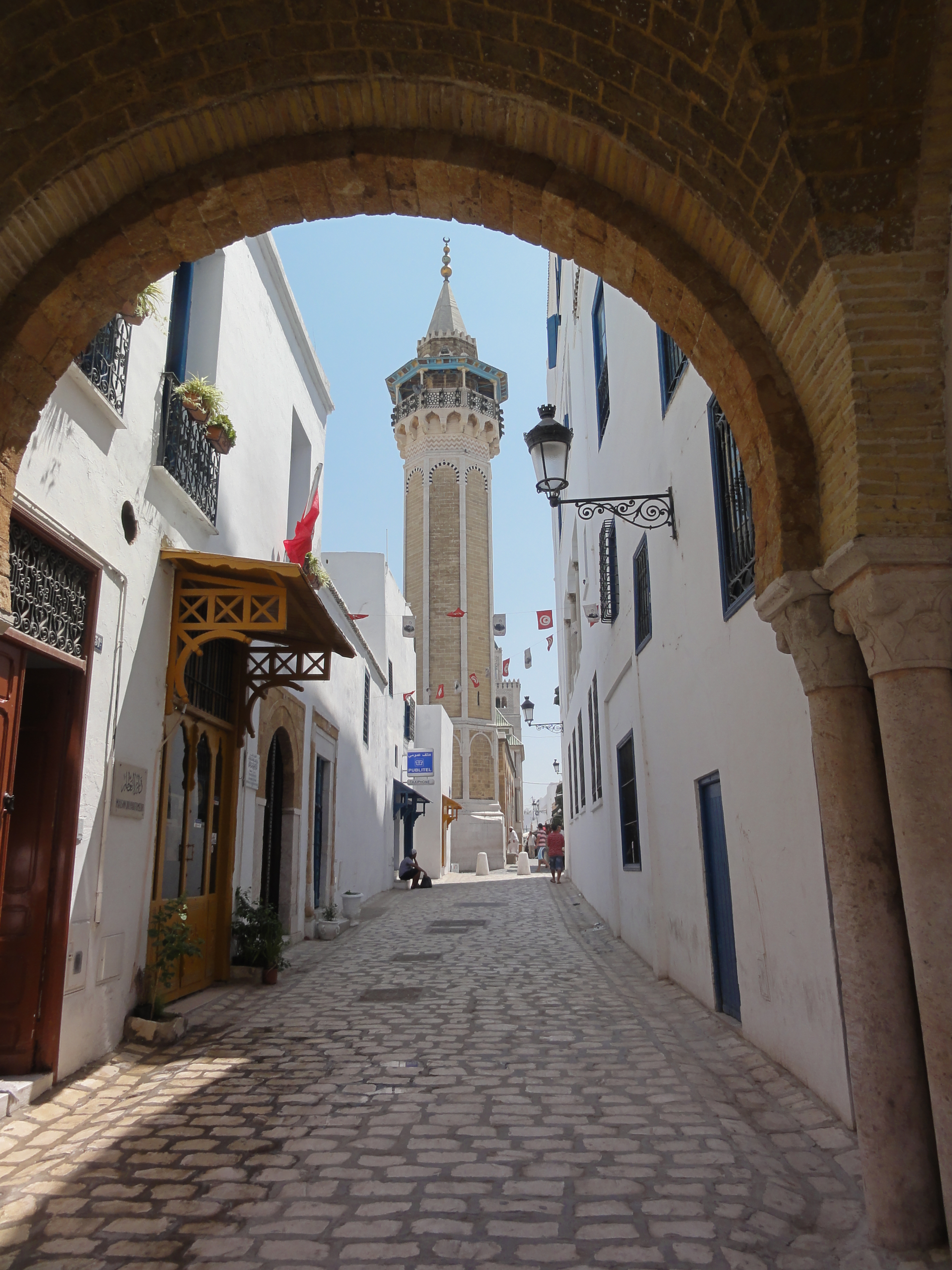
Une rue de la médina de Tunis.
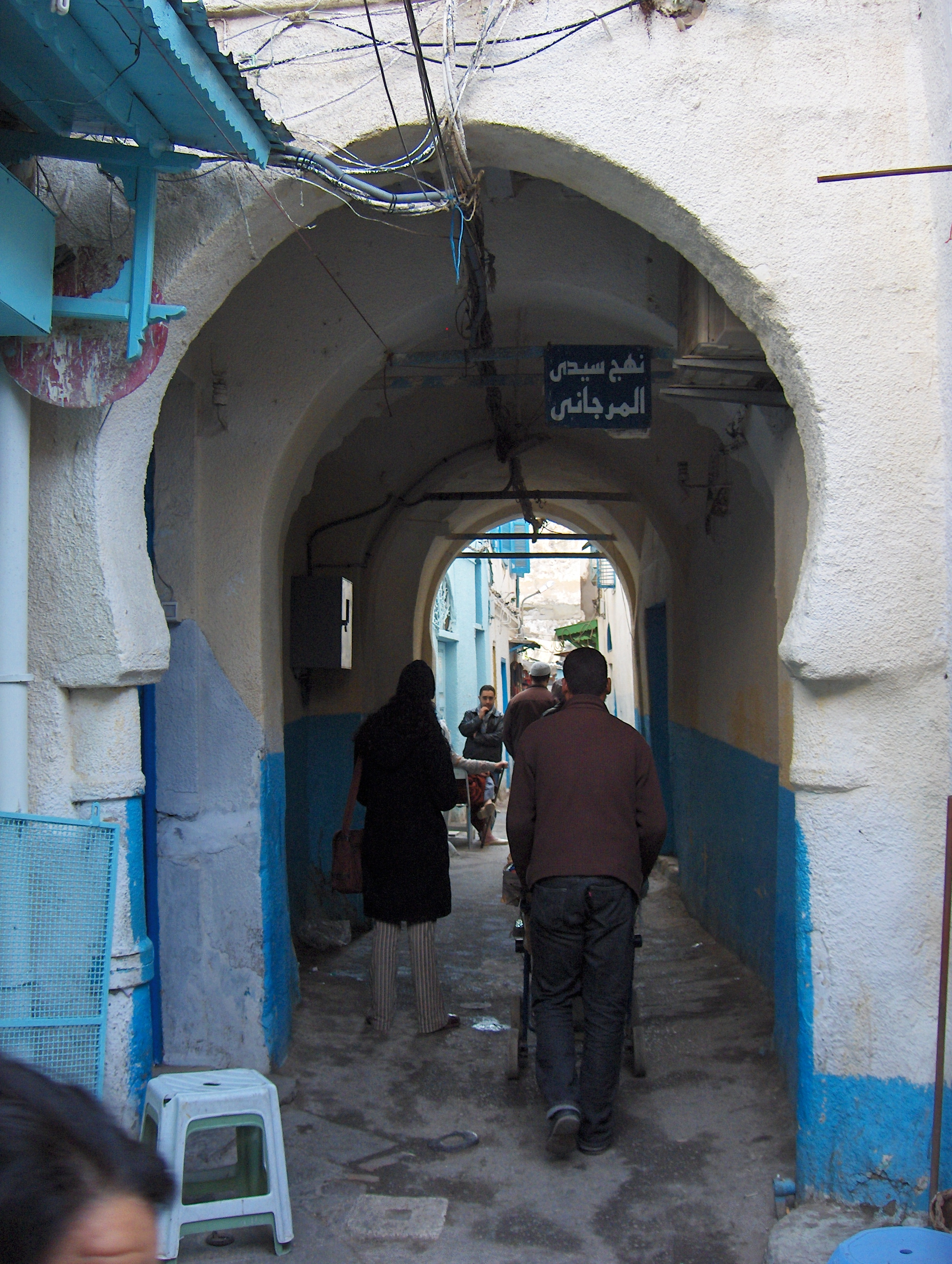
Passage voûté de la médina de Tunis.
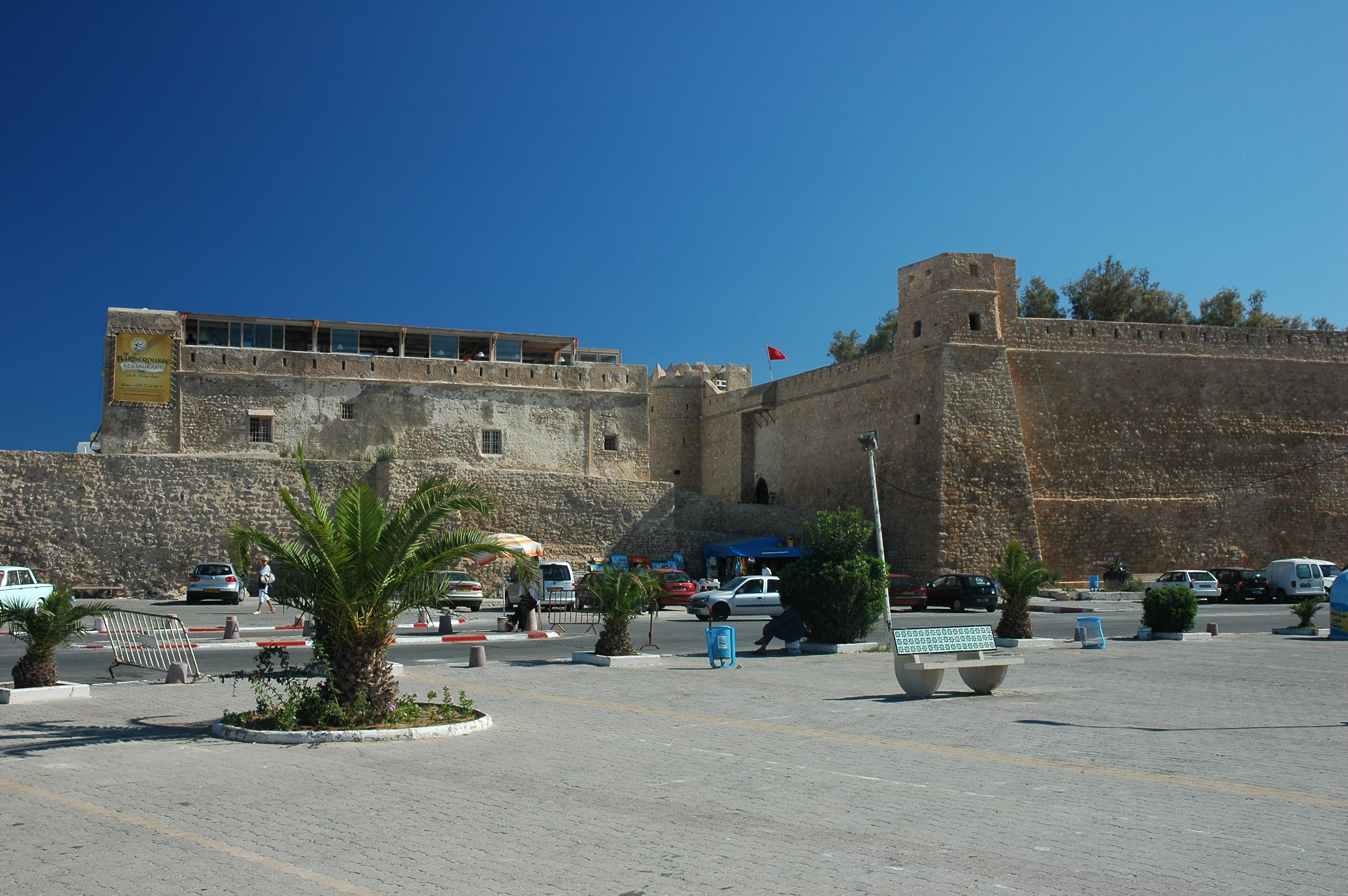
Enceinte de la médina de Hammamet.
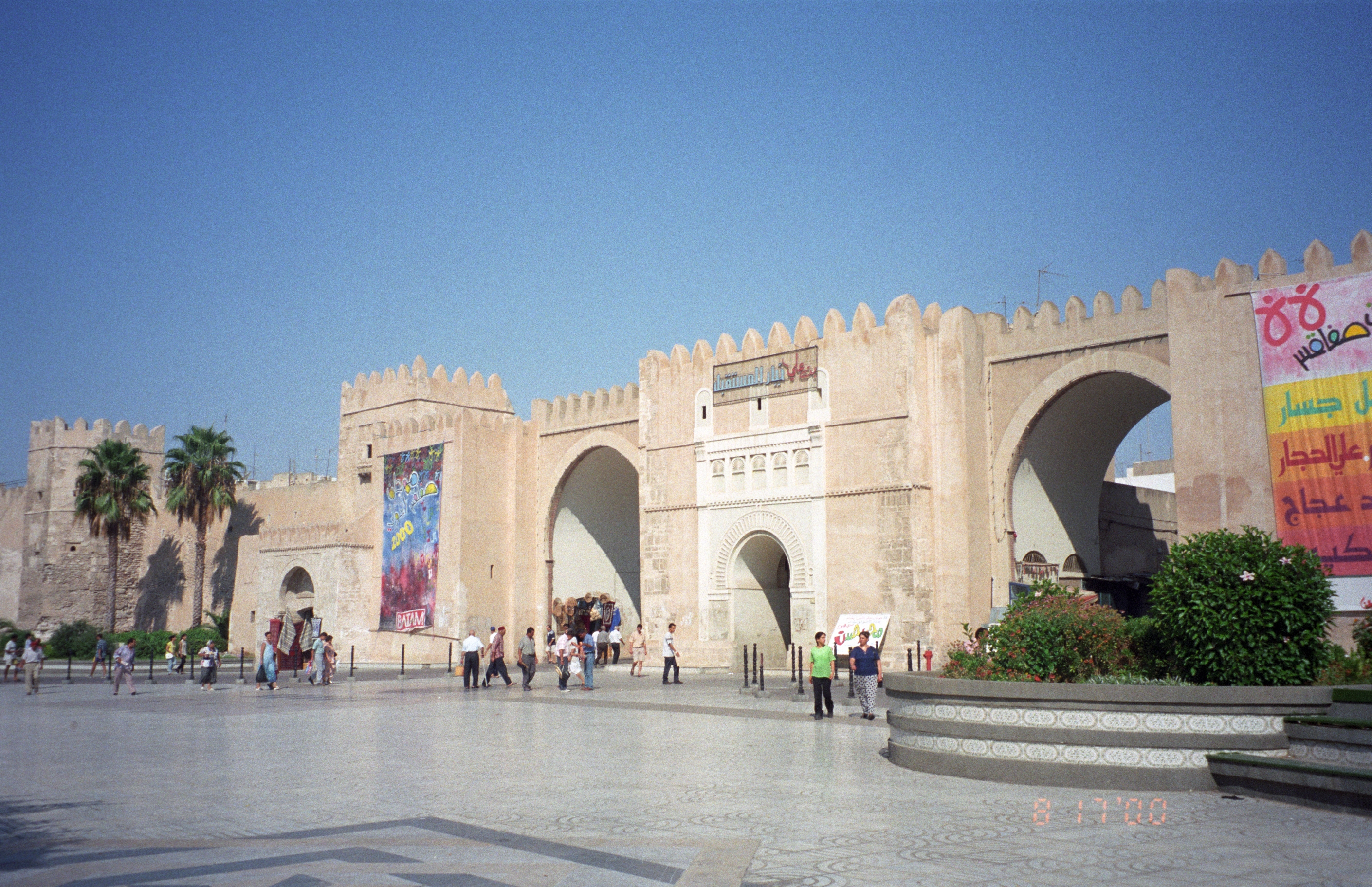
Bab Diwan, une des entrées de la médina de Sfax.
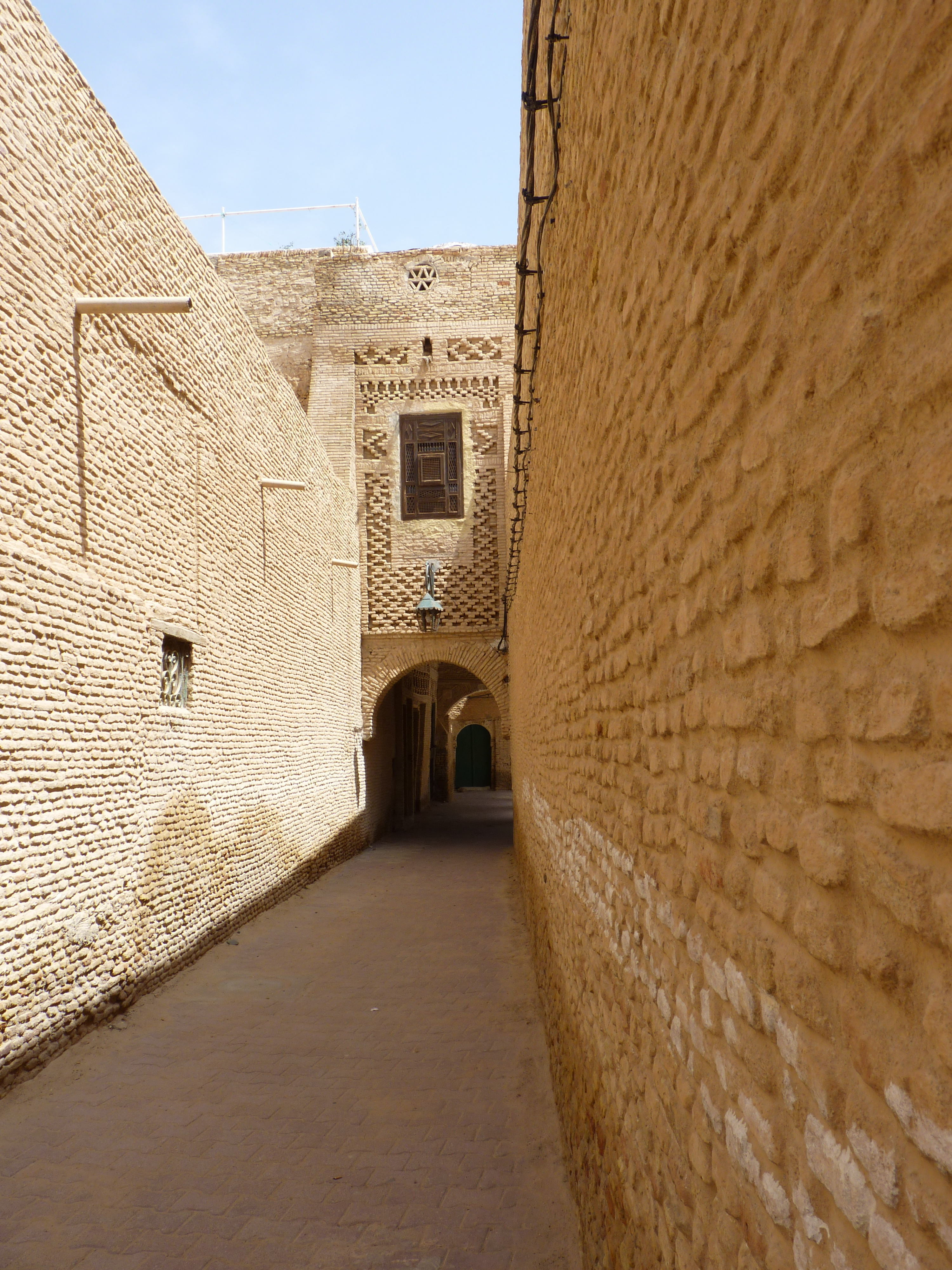
Une ruelle de la médina de Tozeur.

### Autres
- Dakar ( Sénégal)
- Mdina ( Malte)
- Mombasa ( Kenya)
- Moroni ( Comores)
- Mutsamudu ( Comores)
- Stone Town ( Tanzanie)
- Houn ( Libye)
- Sebha ( Libye)
- Tripoli ( Libye)
- Ghadamès ( Libye)

## Médinas classées patrimoine mondial
- Ghadamès ( Libye)
- Sousse ( Tunisie)
- Kairouan ( Tunisie)
- Tunis ( Tunisie)
- El Atteuf ( Algérie)
- Bounoura ( Algérie)
- Beni Isguen ( Algérie)
- Melika ( Algérie)
- Ghardaïa ( Algérie)
- Alger ( Algérie)
- Aït-Ben-Haddou ( Maroc)
- Marrakech ( Maroc)
- Essaouira ( Maroc)
- El Jadida ( Maroc)
- Rabat ( Maroc)
- Meknès ( Maroc)
- Fès ( Maroc)
- Tétouan ( Maroc)